# Cesare Terranova
(Leonardo Sciascia)
Cesare Terranova (Petralia Sottana, 15 agosto 1921 – Palermo, 25 settembre 1979) è stato un politico e magistrato italiano.

## Biografia

### Origini e formazione
Cesare Terranova nacque a Petralia Sottana il 15 agosto 1921. Il padre Vincenzo era stato nel primo dopoguerra pretore nel comune madonita e in seguito anche nella contigua Petralia Soprana, prima di trasferirsi nel 1925 a Messina dove sarebbe divenuto Presidente di Corte d’Assise.

### La carriera nella magistratura
Tornato dalla guerra e dalla prigionia, entrò in magistratura nell'immediato dopoguerra, nel 1946: fu pretore a Messina e a Rometta e poi giudice istruttore a Patti. Nel 1958 si trasferì al tribunale di Palermo e incominciò a lavorare all'Ufficio Istruzione.

Immagine di Cesare Terranova

Come giudice istruttore a Palermo, condusse le indagini ed emanò le sentenze istruttorie che portarono al "processo dei 117" (Angelo La Barbera + 116, con le sentenze Contro Angelo La Barbera ed altri 42 - 22 giugno 1964 e Contro Pietro Torretta ed altri 120 - 8 maggio 1965) celebrato, dal 1965, a Catanzaro, volto a punire i fatti sanguinosi della guerra di mafia di Palermo del 1962-1963, e al processo contro la cosca di Corleone (Luciano Liggio + 63, con le sentenze del 14 agosto 1965 e del 13 ottobre 1967), soprannominata dai giornali "Anonima Assassini", tenutosi nel 1969 a Bari per i fatti che avevano insanguinato Corleone dal 1958 al 1963. Entrambi i processi finirono, tuttavia, in una bolla di sapone, con grande scoramento da parte del magistrato: a Catanzaro la pubblica accusa, rappresentata da Bruno Sgromo, riuscì a ottenere dalla corte, con la sentenza finale del 22 dicembre 1968, soltanto pene irrisorie dai 6 ai 4 anni, peraltro inflitte a imputati a piede libero per scadenza dei termini, e ben 44 assoluzioni per insufficienza di prove; a Bari, forse anche sotto la pressione di minacce e intimidazioni (fu fatta a recapitare una lettera anonima, firmata con una croce, indirizzata al presidente Vincenzo Stea e a tutta la corte) il pubblico ministero Domenico Zaccaria non riuscì a ottenere i 3 ergastoli e i 300 anni di carcere chiesti nella requisitoria e la sentenza finale del 10 giugno 1969 emise, destando maggior stupore che a Catanzaro, ben 64 assoluzioni (Riina fu condannato solo per il furto di una patente), demolendo del tutto l'impianto accusatorio tracciato in istruttoria: nelle 307 pagine della motivazione di una sentenza destinata a fare scuola per almeno dieci anni, i giudici della I sezione della Corte d'Assise di Bari dichiaravano di non negare l'esistenza della mafia, tuttavia l'equazione tra mafia e associazione a delinquere, su cui hanno insistito gli inquirenti e si è esercitata la capacità dialettica del magistrato istruttore, è priva di apprezzabili conseguenze sul piano processuale.  D'altronde al processo di Bari l'accusa aveva portato a giudizio le dichiarazioni di un testimone d'eccezione, uno dei primissimi collaboratori di giustizia, Luciano Raia, che si "pentì" il 12 gennaio 1966 e collaborò col vicequestore di Palermo, Angelo Mangano, e con Terranova, rivelando la struttura e le responsabilità criminali della cosca di Leggio, nonostante questo non bastò a vanificare le accuse rivolte al pentito di essere un malato di mente e un depravato e sostenute da svariate perizie psichiatriche, oltre che da gente di Corleone che lo conosceva. Terranova raccolse anche la testimonianza di Serafina Battaglia, che scelse di collaborare con la giustizia per vendicare gli omicidi del marito Stefano Reale e del figlio Salvatore Lupo Leale accusando tutti i mafiosi che aveva conosciuto nei processi di Catanzaro e Bari. In realtà, le assoluzioni di Catanzaro e Bari, che costituirono "la bancarotta dell'impegno giudiziario e repressivo degli Anni Sessanta", si spiegavano con la scarsa preparazione in materia di mafia da parte delle corti giudicanti e con la loro riottosità a giudicare la mafia siciliana non come un semplice problema di malavita ordinaria, ma anche con la debolezza dell'impianto probatorio, che in istruttoria poteva contare solo sulle esigue e mal connesse carte dei rapporti di Polizia e Carabinieri. Sarebbero serviti quasi vent'anni per affinare le metodologie investigative in seno all'autorità giudiziaria stessa, per rafforzare e irrobustire definitivamente le dichiarazioni dei collaboratori di giustizia in istruttoria e quindi in giudizio e per dimostrare processualmente le intrinseche relazioni fra cosche e clan diversi, che negli anni '60 costituivano già un organismo verticistico.
Una parziale soddisfazione fu data all'impegno di Terranova dalla corte d'appello di Bari che il 23 dicembre 1970, in riforma della precedente sentenza di primo grado, condannò Leggio all'ergastolo per l'omicidio di Michele Navarra. Il brutale boss di Corleone, battezzato "la Primula rossa" per l'abilità con cui sfuggì all'arresto fino al 1974, non perdonò mai Terranova per la tenacia con cui condusse le indagini e arrivò alla sua condanna, arrivando anche a dichiararlo alla stampa e al magistrato in persona, quando venne a interrogarlo in carcere in veste di commissario antimafia.
Come molti anni dopo anche Borsellino, Terranova divenne procuratore della Repubblica a Marsala nell'agosto del 1971: qui raggiunse una discreta fama mediatica allorché dovette occuparsi del rapimento e dell'omicidio di tre bambine per opera di quello che la stampa definì il "mostro di Marsala". Nonostante la moltitudine di segnalazioni e di pressioni, tese a colpevolizzare un qualunque sospettato, Terranova cercò tenacemente il colpevole: Michele Vinci, zio di Antonella, che confessò il delitto e che, dopo gli attenti riscontri operati dalla polizia sotto la supervisione del magistrato, fu arrestato e condannato.

### L'esperienza politica
Fu deputato alla Camera, nella lista del PCI, come indipendente di sinistra, eletto, nel collegio della Sicilia occidentale, nel 1972 e rieletto nel 1976, fino al 1979, e fu segretario della Commissione parlamentare Antimafia nella VI Legislatura, durante la quale contribuì, insieme ad altri deputati del PCI (in primis Pio La Torre), a elaborare la relazione di minoranza in cui si criticavano aspramente le conclusioni di quella della maggioranza (redatta dal deputato democristiano Luigi Carraro), nella quale erano sottaciuti o sottovalutati i collegamenti fra mafia e politica, e in particolar modo il coinvolgimento della Democrazia Cristiana in numerose vicende di mafia: infatti nella relazione di minoranza redatta da Terranova e dagli altri deputati venivano pesantemente accusati i democristiani Giovanni Gioia, Vito Ciancimino, Salvo Lima e altri uomini politici di avere rapporti con la mafia.
A riprova della profonda umanità e dell'ardore civile e sociale che animava l'uomo, prima che il magistrato, l'impegno parlamentare di Terranova non fu esclusivamente legato alle attività della Commissione Antimafia: nella VI legislatura fece parte della Commissione Giustizia e della Commissione speciale per l'esame dei provvedimenti relativi agli immobili urbani e alla disciplina dei contratti di locazione. Nella VII legislatura fece parte prima della commissione Difesa e poi di alcune commissioni preposte ad affari interni. Negli archivi della Camera lo troviamo come primo firmatario di progetti di legge di pubblica utilità, anche se all'apparenza di secondaria importanza, come quello relativo alla proibizione della vendita e del commercio di giocattoli pericolosi per i bambini.
Terminata l'esperienza parlamentare nel giugno 1979 con la fine anticipata della VII legislatura, Terranova tornò in magistratura per essere nominato in luglio Consigliere presso la Corte di appello di Palermo: si trattava indubbiamente di una collocazione "di parcheggio", necessaria e propedeutica alla nomina a capo dell'ufficio Istruzione (tale carica era, infatti, formalmente quella di Consigliere Istruttore, proprio perché destinata a giudici già nominati consiglieri in Corte d'Appello o in Cassazione).

### L'agguato e la morte
Il 25 settembre del 1979 verso le ore 8:30 del mattino, una Fiat 131 di scorta arrivò sotto casa del giudice a Palermo per portarlo al lavoro. Terranova si mise alla guida della vettura mentre accanto a lui sedeva il maresciallo di Pubblica Sicurezza Lenin Mancuso, l'unico uomo della sua scorta che lo seguiva dal 1963.

Terranova ucciso, in una delle immagini divenute simboliche della lotta antimafia. Fotografia di Letizia Battaglia.

L'auto imboccò una strada secondaria trovandola inaspettatamente chiusa da una transenna di lavori in corso. Il giudice Terranova non fece in tempo a intuire il pericolo. In quell'istante da un angolo sbucarono alcuni killer che aprirono ripetutamente il fuoco con una carabina Winchester e delle pistole contro la Fiat 131. Terranova istintivamente ingranò la retromarcia nel disperato tentativo di sottrarsi a quella tempesta di piombo mentre il maresciallo Mancuso, in un estremo tentativo di reazione, impugnò la Beretta di ordinanza per cercare di sparare contro i sicari, ma entrambi furono raggiunti dai proiettili in varie parti del corpo.
Al giudice Terranova i killer riservarono anche il colpo di grazia, sparandogli a bruciapelo sulla nuca. Mancuso invece morì dopo alcune ore di agonia in ospedale.

## I processi e le condanne per l'omicidio
Il primo processo per l'omicidio di Cesare Terranova e del maresciallo Lenin Mancuso venne istruito a Reggio Calabria, dove era stato rimesso per competenza dalla Corte di Cassazione: l'unico imputato era Luciano Leggio, accusato di essere il mandante sulla base delle testimonianze di Giovanna Giaconia (vedova del Terranova, che riferì l'odio provato dal Leggio nei confronti del marito) e del capitano dei carabinieri Alfio Pettinato, il quale aveva raccolto le "confidenze" del boss nisseno Giuseppe Di Cristina sui preparativi dell'omicidio Terranova. Il 2 febbraio 1983 la Corte d'Assise di Reggio Calabria assolse Leggio per insufficienza di prove, sentenza confermata in appello e in Cassazione nel 1988.

Altra immagine dell'omicidio di Cesare Terranova.

Nell'interrogatorio del 25 luglio 1984 davanti al giudice Giovanni Falcone, il collaboratore di giustizia Tommaso Buscetta affermò: «Per quanto concerne gli omicidi di Boris Giuliano, di Cesare Terranova, di Piersanti Mattarella so per certo, per averlo appreso da Salvatore Inzerillo, che trattasi di omicidi decisi dalla "Commissione" di Palermo, all'insaputa di esso Inzerillo e di Stefano Bontate ed anche di Rosario Riccobono». Sulla base di quest'accusa, il Giudice istruttore di Reggio Calabria Vincenzo Macrì avviò un'indagine sui membri della "Commissione" di Cosa Nostra (Michele Greco, Salvatore Riina, Bernardo Provenzano, Bernardo Brusca, Giuseppe Calò, Francesco Madonia, Antonino Geraci) come ulteriori mandanti, ma vennero tutti prosciolti in istruttoria nel 1990.
Nel 1997 è stato riaperto il procedimento a seguito delle dichiarazioni dei collaboratori di giustizia Gaspare Mutolo e Francesco Di Carlo, i quali indicarono Luciano Leggio come mandante dell'assassinio del magistrato e come esecutori materiali Giuseppe Giacomo Gambino, Vincenzo Puccio, Giuseppe Madonia e Leoluca Bagarella: il Gip di Reggio Calabria annullò il precedente proscioglimento degli esponenti della Cupola palermitana e dispose anche il rinvio a giudizio nei confronti di Giuseppe Farinella, Leoluca Bagarella e Giuseppe Madonia. Nel 2000 la Corte d'Assise di Reggio Calabria dichiarò gli imputati colpevoli del reato ascritto e li condannò alla pena dell’ergastolo, sentenza diventata definitiva nel 2004.